# Осмийтритербий
О̀смийтрите́рбий — бинарное неорганическое соединение, интерметаллид
осмия и тербия
с формулой Tb3Os,
кристаллы.

## Получение
- Сплавление стехиометрических количеств чистых веществ:

{\displaystyle {\mathsf {Os+3Tb\ {\xrightarrow {T}}\ Tb_{3}Os}}}

## Физические свойства
Осмийтритербий образует кристаллы ромбической сингонии, пространственная группа P nma, параметры ячейки a = 0,7368 нм, b = 0,9123 нм, c = 0,6286 нм, Z = 4,
структура типа карбида железа Fe3C
.